# Fernandezina tijuca
Fernandezina tijuca là một loài nhện trong họ Palpimanidae. Loài này được phát hiện ở Brasil.